# Puchar Świata w Rugby League 2013
Puchar Świata w Rugby League 2013 – czternasta edycja pucharu świata, najważniejszych międzynarodowych rozgrywek w rugby league. Na gospodarza imprezy wybrano Anglię i Walię, choć zaplanowano, że niektóre mecze rozegrane zostaną poza granicami tych krajów (we Francji i Irlandii). Turniej rozpoczął się 26 października, a finał rozegrano 30 listopada 2013 r.
W turnieju udział wzięło 14 drużyn narodowych, w tym dwóch debiutantów: Stany Zjednoczone i Włochy. Tytułu sprzed pięciu lat broniła Nowa Zelandia, jednak w 2013 roku w finale uległa Australii.

## Uczestnicy

### Kwalifikacje
Do mistrzostw automatycznie zostało zakwalifikowanych dziesięciu uczestników poprzednich mistrzostw. Pozostałe cztery miejsca zostały przyznane:
- Wyspom Cooka jako finaliście Pucharu Pacyfiku 2009[1] (uczestnicy: Fidżi, Papua-Nowa Gwinea, Samoa, Tonga, Wyspy Cooka),
- Walii jako zwycięzcy Pucharu Europejskiego 2009[1] (uczestnicy: Irlandia, Liban, Serbia, Szkocja, Walia, Włochy),
- zwycięzcy kwalifikacji w strefie europejskiej (uczestnicy: Liban, Rosja, Serbia, Włochy),
- zwycięzcy kwalifikacji w strefie atlantyckiej (uczestnicy: Jamajka, Republika Południowej Afryki, Stany Zjednoczone).

### Zakwalifikowane drużyny
| Drużyna           | Podstawa kwalifikacji                         | Liczba występów | Najlepszy wynik                                                      | Ostatni występ |
| ----------------- | --------------------------------------------- | --------------- | -------------------------------------------------------------------- | -------------- |
| Anglia            | Uczestnik z 2008                              | 4               | II miejsce (1975, 1995)                                              | 2008           |
| Australia         | Uczestnik z 2008                              | 13              | Mistrz świata (1957, 1968, 1970, 1975, 1977, 1988, 1992, 1995, 2000) | 2008           |
| Fidżi             | Uczestnik z 2008                              | 3               | Półfinał (2008)                                                      | 2008           |
| Francja           | Uczestnik z 2008                              | 13              | II miejsce (1954, 1968)                                              | 2008           |
| Irlandia          | Uczestnik z 2008                              | 2               | Ćwierćfinał (2008)                                                   | 2008           |
| Nowa Zelandia     | Uczestnik z 2008                              | 13              | Mistrz świata (2008)                                                 | 2008           |
| Papua-Nowa Gwinea | Uczestnik z 2008                              | 5               | Ćwierćfinał (2000)                                                   | 2008           |
| Samoa             | Uczestnik z 2008                              | 3               | Faza grupowa (1995, 2000, 2008)                                      | 2008           |
| Stany Zjednoczone | Zwycięzca kwalifikacji w strefie atlantyckiej | 0               | —                                                                    | debiutant      |
| Szkocja           | Uczestnik z 2008                              | 2               | Faza grupowa (2000, 2008)                                            | 2008           |
| Tonga             | Uczestnik z 2008                              | 3               | Faza grupowa (1995, 2000, 2008)                                      | 2008           |
| Walia             | Zwycięzca Pucharu Europejskiego 2009          | 3               | III miejsce (1975)                                                   | 2000           |
| Włochy            | Zwycięzca kwalifikacji w Europie              | 0               | —                                                                    | debiutant      |
| Wyspy Cooka       | Finalista Pucharu Pacyfiku 2009               | 1               | Faza grupowa (2000)                                                  | 2000           |

## Stadiony
Zaplanowano, że mecze Pucharu zostaną rozegrane na 21 stadionach w 20 miastach (dwa stadiony w Kingston upon Hull), jednak większość obiektów gościć będzie zaledwie jedno spotkanie. 12 stadionów zlokalizowanych jest w Anglii Północnej w pasie od Zatoki Liverpoolskiej po Humber.
| Londyn             | Manchester | Cardiff | Limerick | Hull                    |
| ------------------ | --- | --- | --- | ----------------------- |
| Wembley            | Old Trafford | Millennium Stadium | Thomond Park | KC Stadium              |
| Pojemność: 90 000  | Pojemność: 76 212 | Pojemność: 74 500 | Pojemność: 26 500 | Pojemność: 25 586       |
|                    | | | |                         |
| Wigan              | AwinionBristolCardiffHuddersfieldHullLeedsLimerickLondynNeathPerpignanSt HelensWorkingtonWrexhamabcdefga – Wigan · b – Warrington · c – Leigh · d – Salford · e – Manchester · f – Rochdale · g – Halifax | AwinionBristolCardiffHuddersfieldHullLeedsLimerickLondynNeathPerpignanSt HelensWorkingtonWrexhamabcdefga – Wigan · b – Warrington · c – Leigh · d – Salford · e – Manchester · f – Rochdale · g – Halifax | AwinionBristolCardiffHuddersfieldHullLeedsLimerickLondynNeathPerpignanSt HelensWorkingtonWrexhamabcdefga – Wigan · b – Warrington · c – Leigh · d – Salford · e – Manchester · f – Rochdale · g – Halifax | Huddersfield            |
| DW Stadium         | AwinionBristolCardiffHuddersfieldHullLeedsLimerickLondynNeathPerpignanSt HelensWorkingtonWrexhamabcdefga – Wigan · b – Warrington · c – Leigh · d – Salford · e – Manchester · f – Rochdale · g – Halifax | AwinionBristolCardiffHuddersfieldHullLeedsLimerickLondynNeathPerpignanSt HelensWorkingtonWrexhamabcdefga – Wigan · b – Warrington · c – Leigh · d – Salford · e – Manchester · f – Rochdale · g – Halifax | AwinionBristolCardiffHuddersfieldHullLeedsLimerickLondynNeathPerpignanSt HelensWorkingtonWrexhamabcdefga – Wigan · b – Warrington · c – Leigh · d – Salford · e – Manchester · f – Rochdale · g – Halifax | John Smith’s Stadium    |
| Pojemność: 25 133  | AwinionBristolCardiffHuddersfieldHullLeedsLimerickLondynNeathPerpignanSt HelensWorkingtonWrexhamabcdefga – Wigan · b – Warrington · c – Leigh · d – Salford · e – Manchester · f – Rochdale · g – Halifax | AwinionBristolCardiffHuddersfieldHullLeedsLimerickLondynNeathPerpignanSt HelensWorkingtonWrexhamabcdefga – Wigan · b – Warrington · c – Leigh · d – Salford · e – Manchester · f – Rochdale · g – Halifax | AwinionBristolCardiffHuddersfieldHullLeedsLimerickLondynNeathPerpignanSt HelensWorkingtonWrexhamabcdefga – Wigan · b – Warrington · c – Leigh · d – Salford · e – Manchester · f – Rochdale · g – Halifax | Pojemność: 24 500       |
|                    | AwinionBristolCardiffHuddersfieldHullLeedsLimerickLondynNeathPerpignanSt HelensWorkingtonWrexhamabcdefga – Wigan · b – Warrington · c – Leigh · d – Salford · e – Manchester · f – Rochdale · g – Halifax | AwinionBristolCardiffHuddersfieldHullLeedsLimerickLondynNeathPerpignanSt HelensWorkingtonWrexhamabcdefga – Wigan · b – Warrington · c – Leigh · d – Salford · e – Manchester · f – Rochdale · g – Halifax | AwinionBristolCardiffHuddersfieldHullLeedsLimerickLondynNeathPerpignanSt HelensWorkingtonWrexhamabcdefga – Wigan · b – Warrington · c – Leigh · d – Salford · e – Manchester · f – Rochdale · g – Halifax |                         |
| Leeds              | AwinionBristolCardiffHuddersfieldHullLeedsLimerickLondynNeathPerpignanSt HelensWorkingtonWrexhamabcdefga – Wigan · b – Warrington · c – Leigh · d – Salford · e – Manchester · f – Rochdale · g – Halifax | AwinionBristolCardiffHuddersfieldHullLeedsLimerickLondynNeathPerpignanSt HelensWorkingtonWrexhamabcdefga – Wigan · b – Warrington · c – Leigh · d – Salford · e – Manchester · f – Rochdale · g – Halifax | AwinionBristolCardiffHuddersfieldHullLeedsLimerickLondynNeathPerpignanSt HelensWorkingtonWrexhamabcdefga – Wigan · b – Warrington · c – Leigh · d – Salford · e – Manchester · f – Rochdale · g – Halifax | Awinion                 |
| Pojemność: 21 062  | AwinionBristolCardiffHuddersfieldHullLeedsLimerickLondynNeathPerpignanSt HelensWorkingtonWrexhamabcdefga – Wigan · b – Warrington · c – Leigh · d – Salford · e – Manchester · f – Rochdale · g – Halifax | AwinionBristolCardiffHuddersfieldHullLeedsLimerickLondynNeathPerpignanSt HelensWorkingtonWrexhamabcdefga – Wigan · b – Warrington · c – Leigh · d – Salford · e – Manchester · f – Rochdale · g – Halifax | AwinionBristolCardiffHuddersfieldHullLeedsLimerickLondynNeathPerpignanSt HelensWorkingtonWrexhamabcdefga – Wigan · b – Warrington · c – Leigh · d – Salford · e – Manchester · f – Rochdale · g – Halifax | Pojemność: 18 000       |
| Headingley Stadium | AwinionBristolCardiffHuddersfieldHullLeedsLimerickLondynNeathPerpignanSt HelensWorkingtonWrexhamabcdefga – Wigan · b – Warrington · c – Leigh · d – Salford · e – Manchester · f – Rochdale · g – Halifax | AwinionBristolCardiffHuddersfieldHullLeedsLimerickLondynNeathPerpignanSt HelensWorkingtonWrexhamabcdefga – Wigan · b – Warrington · c – Leigh · d – Salford · e – Manchester · f – Rochdale · g – Halifax | AwinionBristolCardiffHuddersfieldHullLeedsLimerickLondynNeathPerpignanSt HelensWorkingtonWrexhamabcdefga – Wigan · b – Warrington · c – Leigh · d – Salford · e – Manchester · f – Rochdale · g – Halifax | Parc des Sports         |
|                    | AwinionBristolCardiffHuddersfieldHullLeedsLimerickLondynNeathPerpignanSt HelensWorkingtonWrexhamabcdefga – Wigan · b – Warrington · c – Leigh · d – Salford · e – Manchester · f – Rochdale · g – Halifax | AwinionBristolCardiffHuddersfieldHullLeedsLimerickLondynNeathPerpignanSt HelensWorkingtonWrexhamabcdefga – Wigan · b – Warrington · c – Leigh · d – Salford · e – Manchester · f – Rochdale · g – Halifax | AwinionBristolCardiffHuddersfieldHullLeedsLimerickLondynNeathPerpignanSt HelensWorkingtonWrexhamabcdefga – Wigan · b – Warrington · c – Leigh · d – Salford · e – Manchester · f – Rochdale · g – Halifax |                         |
| St Helens          | AwinionBristolCardiffHuddersfieldHullLeedsLimerickLondynNeathPerpignanSt HelensWorkingtonWrexhamabcdefga – Wigan · b – Warrington · c – Leigh · d – Salford · e – Manchester · f – Rochdale · g – Halifax | AwinionBristolCardiffHuddersfieldHullLeedsLimerickLondynNeathPerpignanSt HelensWorkingtonWrexhamabcdefga – Wigan · b – Warrington · c – Leigh · d – Salford · e – Manchester · f – Rochdale · g – Halifax | AwinionBristolCardiffHuddersfieldHullLeedsLimerickLondynNeathPerpignanSt HelensWorkingtonWrexhamabcdefga – Wigan · b – Warrington · c – Leigh · d – Salford · e – Manchester · f – Rochdale · g – Halifax | Warrington              |
| Langtree Park      | AwinionBristolCardiffHuddersfieldHullLeedsLimerickLondynNeathPerpignanSt HelensWorkingtonWrexhamabcdefga – Wigan · b – Warrington · c – Leigh · d – Salford · e – Manchester · f – Rochdale · g – Halifax | AwinionBristolCardiffHuddersfieldHullLeedsLimerickLondynNeathPerpignanSt HelensWorkingtonWrexhamabcdefga – Wigan · b – Warrington · c – Leigh · d – Salford · e – Manchester · f – Rochdale · g – Halifax | AwinionBristolCardiffHuddersfieldHullLeedsLimerickLondynNeathPerpignanSt HelensWorkingtonWrexhamabcdefga – Wigan · b – Warrington · c – Leigh · d – Salford · e – Manchester · f – Rochdale · g – Halifax | Halliwell Jones Stadium |
| Pojemność: 18 000  | AwinionBristolCardiffHuddersfieldHullLeedsLimerickLondynNeathPerpignanSt HelensWorkingtonWrexhamabcdefga – Wigan · b – Warrington · c – Leigh · d – Salford · e – Manchester · f – Rochdale · g – Halifax | AwinionBristolCardiffHuddersfieldHullLeedsLimerickLondynNeathPerpignanSt HelensWorkingtonWrexhamabcdefga – Wigan · b – Warrington · c – Leigh · d – Salford · e – Manchester · f – Rochdale · g – Halifax | AwinionBristolCardiffHuddersfieldHullLeedsLimerickLondynNeathPerpignanSt HelensWorkingtonWrexhamabcdefga – Wigan · b – Warrington · c – Leigh · d – Salford · e – Manchester · f – Rochdale · g – Halifax | Pojemność: 15 200       |
|                    | AwinionBristolCardiffHuddersfieldHullLeedsLimerickLondynNeathPerpignanSt HelensWorkingtonWrexhamabcdefga – Wigan · b – Warrington · c – Leigh · d – Salford · e – Manchester · f – Rochdale · g – Halifax | AwinionBristolCardiffHuddersfieldHullLeedsLimerickLondynNeathPerpignanSt HelensWorkingtonWrexhamabcdefga – Wigan · b – Warrington · c – Leigh · d – Salford · e – Manchester · f – Rochdale · g – Halifax | AwinionBristolCardiffHuddersfieldHullLeedsLimerickLondynNeathPerpignanSt HelensWorkingtonWrexhamabcdefga – Wigan · b – Warrington · c – Leigh · d – Salford · e – Manchester · f – Rochdale · g – Halifax |                         |
| Halifax            | Perpignan | Bristol | Salford | Leigh                   |
| The Shay           | Stade Gilbert Brutus | Memorial Stadium | Salford City Stadium | Leigh Sports Village    |
| Pojemność: 14 061  | Pojemność: 13 000 | Pojemność: 12 100 | Pojemność: 12 000 | Pojemność: 11 000       |
|                    | | | |                         |
| Wrexham            | Rochdale | Hull | Workington | Neath                   |
| Racecourse Ground  | Spotland Stadium | Craven Park | Derwent Park | The Gnoll               |
| Pojemność: 10 500  | Pojemność: 10 249 | Pojemność: 10 000 | Pojemność: 10 000 | Pojemność: 5 000        |
|                    | | | |                         |

## Sędziowie
Do sędziowania spotkań Pucharu wyznaczono 22 arbitrów.

- Phil Bentham
- James Child
- Joe Cobb
- Mark Craven
- Robert Hicks
- Chris Leatherbarrow
- Tony Martin
- Tim Roby
- Clint Sharrad
- Richard Silverwood
- George Stokes
- Ben Thaler
- Matt Thomason
- Warren Turley
- Grant Atkins
- Ben Cummins
- Shayne Hayne
- Ashley Klein
- Thierry Alibert
- José Pereira
- Jamal Thompson
- Henry Perenara

## Faza grupowa
Czternaście zespołów zostało podzielonych na cztery grupy. Do grup A i B trafiły po cztery wyżej sklasyfikowane zespoły. Każda reprezentacja w fazie grupowej rozegrała trzy mecze. Sześć słabszych zespołów przydzielono do grup C i D. Przewidziano, że każda z drużyn rozegra dwa mecze wewnątrz własnej grupy oraz jeden mecz z zespołem z grupy drugiej – wynik tego pojedynku uwzględniany był w tabeli grupowej.
Z grup A i B awans uzyskały po trzy najlepsze zespoły, zaś z grup C i D jedynie zwycięzca.

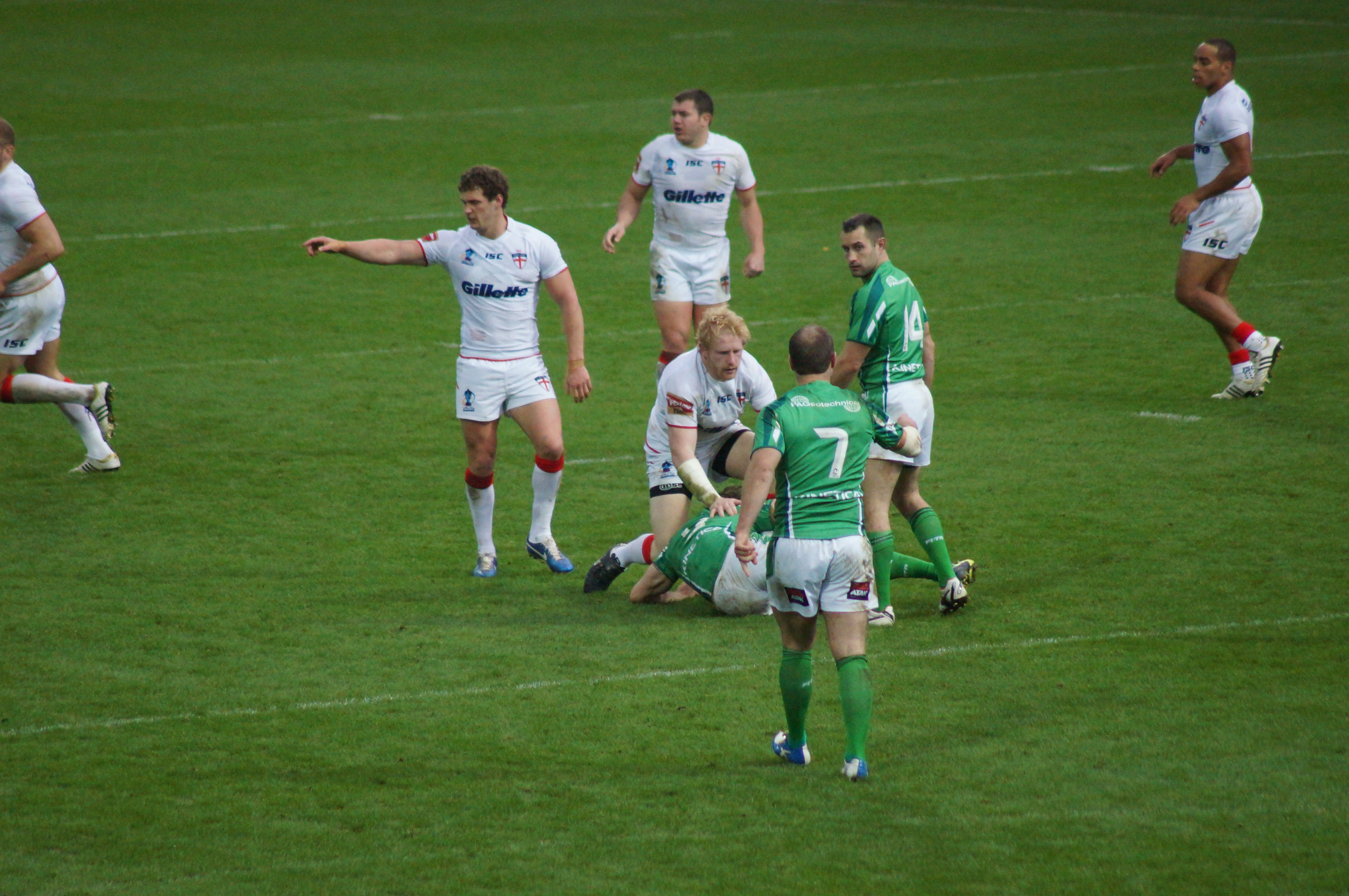
Mecz Anglia – Irlandia w Huddersfield

### Grupa A
| Zespół    | Pkt | M | W | R | P | Pkt+ | Pkt- | +/-  |
| --------- | --- | - | - | - | - | ---- | ---- | ---- |
| Australia | 6   | 3 | 3 | 0 | 0 | 112  | 22   | +90  |
| Anglia    | 4   | 3 | 2 | 0 | 1 | 96   | 40   | +56  |
| Fidżi     | 2   | 3 | 1 | 0 | 2 | 46   | 82   | −36  |
| Irlandia  | 0   | 3 | 0 | 0 | 3 | 14   | 124  | −110 |

| 26 października 201314:30 BST (UTC+1) | Australia                                                             | 28:20(18:10) | Anglia                                                                  | Millennium Stadium, Cardiff Widzów: 45 052 Sędzia: Henry Perenara |
| 26 października 201314:30 BST (UTC+1) | Thurston 12 (P 4G) Bird 4 (P) Boyd 4 (P) B. Morris 4 (P) Slater 4 (P) | 28:20(18:10) | G. Burgess 4 (P) Charnley 4 (P) Cudjoe 4 (P) Hall 4 (P) Sinfield 4 (2G) | Millennium Stadium, Cardiff Widzów: 45 052 Sędzia: Henry Perenara |

| 28 października 201320:00 GMT (UTC±0) | Fidżi                                                                       | 32:14(12:4) | Irlandia                                                 | Spotland Stadium, Rochdale Widzów: 8872 Sędzia: Phil Bentham |
| 28 października 201320:00 GMT (UTC±0) | Uate 12 (3P) W. Naiqama 8 (4G) K. Naiqama 4 (P) K. Sims 4 (P) T. Sims 4 (P) | 32:14(12:4) | Blanch 4 (P) Hasson 4 (P) McCarthy 4 (P) Richards 4 (2G) | Spotland Stadium, Rochdale Widzów: 8872 Sędzia: Phil Bentham |

| 2 listopada 201314:30 GMT (UTC±0) | Anglia                                                                                           | 42:0(30:0) | Irlandia | John Smith’s Stadium, Huddersfield Widzów: 24 375 Sędzia: Thierry Alibert |
| 2 listopada 201314:30 GMT (UTC±0) | Hall 12 (3P) Briscoe 8 (2P) Sinfield 8 (4G) Chase 4 (P) Ferres 4 (P) Watkins 4 (P) Widdop 4 (2G) | 42:0(30:0) |          | John Smith’s Stadium, Huddersfield Widzów: 24 375 Sędzia: Thierry Alibert |

| 2 listopada 201320:00 GMT (UTC±0) | Australia                                                                                                | 34:2(16:2) | Fidżi        | Langtree Park, St Helens Widzów: 14 137 Sędzia: Richard Silverwood |

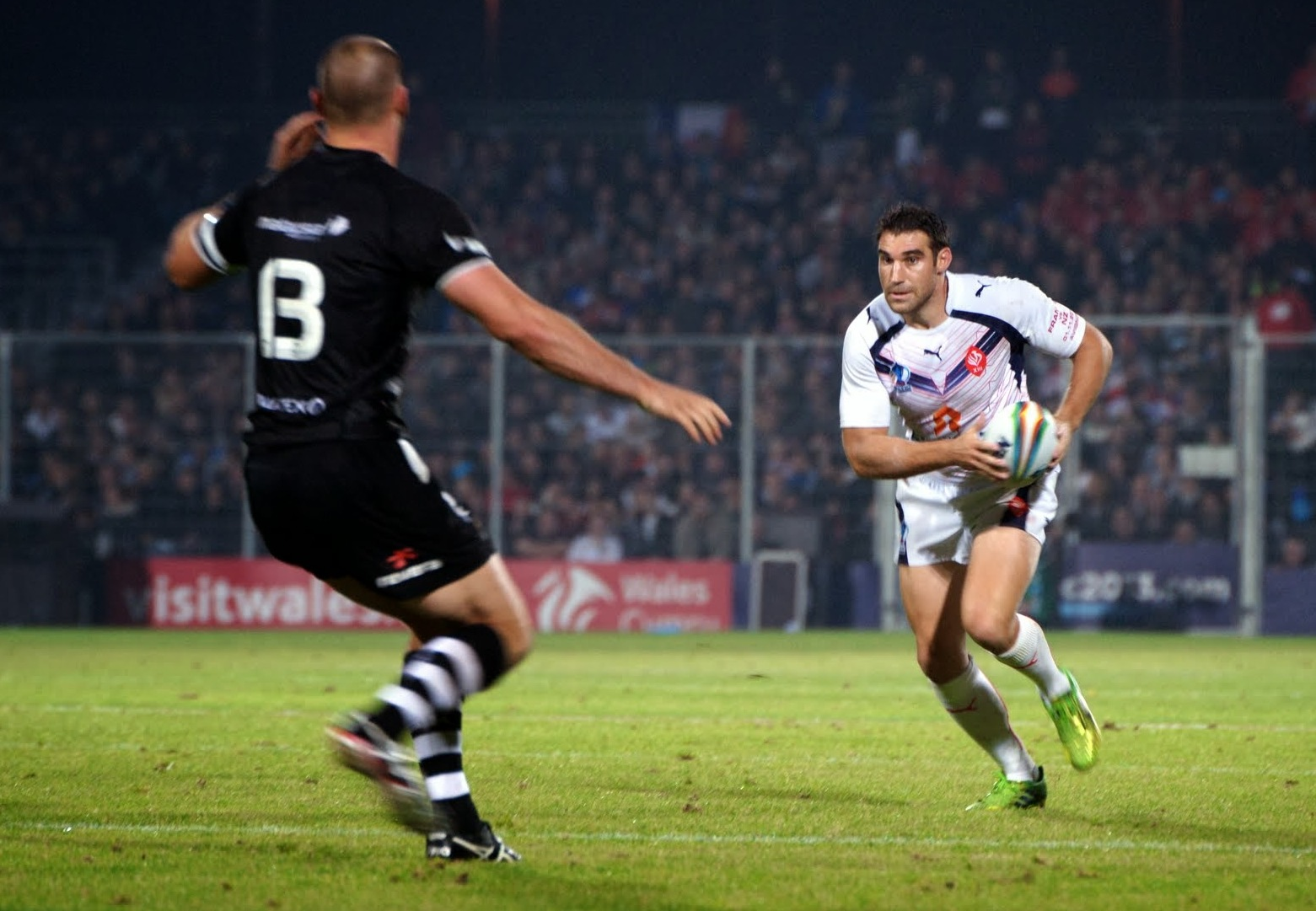
Mecz Nowa Zelandia – Francja w Awinionie

| 2 listopada 201320:00 GMT (UTC±0) | Thurston 10 (5G) Boyd 4 (P) Cherry-Evans 4 (P) Jennings 4 (P) Lewis 4 (P) J. Morris 4 (P) Paplaiʻi 4 (P) | 34:2(16:2) | Noilea 2 (G) | Langtree Park, St Helens Widzów: 14 137 Sędzia: Richard Silverwood |

| 9 listopada 201314:30 GMT (UTC±0) | Anglia                                                                                 | 34:12(6:6) | Fidżi                                         | KC Stadium, Hull Widzów: 25 114 Sędzia: Ben Cummins |
| 9 listopada 201314:30 GMT (UTC±0) | Sinfield 10 (5G) Hall 8 (2P) S. Burgess 4 (P) Burrow 4 (P) Ferres 4 (P) Westwood 4 (P) | 34:12(6:6) | Botiki 4 (P) W. Naiqama 4 (2G) Radradra 4 (P) | KC Stadium, Hull Widzów: 25 114 Sędzia: Ben Cummins |

| 9 listopada 201320:00 WET (UTC±0) | Australia | 50:0(36:0) | Irlandia | Thomond Park, Limerick Widzów: 5021 Sędzia: Phil Bentham |
| 9 listopada 201320:00 WET (UTC±0) | Cronk 8 (2P) Hayne 8 (2P) Parker 8 (4G) Smith 6 (3G) Bird 4 (P) Cherry-Evans 4 (P) Fifita 4 (P) B. Morris 4 (P) Slater 4 (P) | 50:0(36:0) |          | Thomond Park, Limerick Widzów: 5021 Sędzia: Phil Bentham |

### Grupa B
| Zespół            | Pkt | M | W | R | P | Pkt+ | Pkt- | +/-  |
| ----------------- | --- | - | - | - | - | ---- | ---- | ---- |
| Nowa Zelandia     | 6   | 3 | 3 | 0 | 0 | 146  | 34   | +112 |
| Samoa             | 4   | 3 | 2 | 0 | 1 | 84   | 52   | +32  |
| Francja           | 2   | 3 | 1 | 0 | 2 | 25   | 78   | −63  |
| Papua-Nowa Gwinea | 0   | 3 | 0 | 0 | 3 | 22   | 103  | −81  |

| 27 października 201316:00 GMT (UTC±0) | Papua-Nowa Gwinea          | 8:9(4:6) | Francja                      | Craven Park, Hull Widzów: 7481 Sędzia: Ben Cummins |
| 27 października 201316:00 GMT (UTC±0) | Abavu 4 (P) McDonald 4 (P) | 8:9(4:6) | Bosc 8 (P 2G) Barthau 1 (dg) | Craven Park, Hull Widzów: 7481 Sędzia: Ben Cummins |

| 27 października 201318:00 GMT (UTC±0) | Nowa Zelandia                                                                                 | 42:24(22:4) | Samoa                                                                                           | Halliwell Jones Stadium, Warrington Widzów: 14 965 Sędzia: Richard Silverwood |
| 27 października 201318:00 GMT (UTC±0) | Vatuvei 12 (3P) Johnson 10 (5G) Mannering 8 (2P) Hoffman 4 (P) Luke 4 (P) Tuivasa-Sheck 4 (P) | 42:24(22:4) | Leilua 4 (P) Manumalealiʻi 4 (P) Matagi 4 (P) Milford 4 (2G) Roberts 4 (P) A. Winterstein 4 (P) | Halliwell Jones Stadium, Warrington Widzów: 14 965 Sędzia: Richard Silverwood |

| 1 listopada 201320:00 CET (UTC+1) | Nowa Zelandia                                                                                   | 48:0(18:0) | Francja | Parc des Sports, Awinion Widzów: 17 518 Sędzia: Phil Bentham |
| 1 listopada 201320:00 CET (UTC+1) | Johnson 24 (2P 8G) Nuʻuausala 8 (2P) Eastwood 4 (P) Goodwin 4 (P) Inu 4 (P) Tuivasa-Sheck 4 (P) | 48:0(18:0) |         | Parc des Sports, Awinion Widzów: 17 518 Sędzia: Phil Bentham |

| 4 listopada 201320:00 GMT (UTC±0) | Papua-Nowa Gwinea | 4:38(0:28) | Samoa                                                                                     | Craven Park, Hull Widzów: 6871 Sędzia: Shayne Hayne |
| 4 listopada 201320:00 GMT (UTC±0) | Nandye 4 (P)      | 4:38(0:28) | A. Winterstein 12 (3P) Milford 10 (5G) Godinet 4 (P) Matagi 4 (P) Roberts 4 (P) Sue 4 (P) | Craven Park, Hull Widzów: 6871 Sędzia: Shayne Hayne |

| 8 listopada 201320:00 GMT (UTC±0) | Nowa Zelandia                                                                                                  | 56:10(40:0) | Papua-Nowa Gwinea                   | Headingley Carnegie Stadium, Leeds Widzów: 18 180 Sędzia: Ashley Klein |
| 8 listopada 201320:00 GMT (UTC±0) | Johnson 16 (8G) Williams 12 (3P) Tuivasa-Sheck 8 (2P) Whare 8 (2P) Goodwin 4 (P) Nuʻuausala 4 (P) Taylor 4 (P) | 56:10(40:0) | Aiye 4 (P) Albert 4 (P) Paniu 2 (G) | Headingley Carnegie Stadium, Leeds Widzów: 18 180 Sędzia: Ashley Klein |

| 11 listopada 201320:00 CET (UTC+1) | Francja                 | 6:22(6:6) | Samoa                                                   | Stade Gilbert Brutus, Perpignan Widzów: 11 576 Sędzia: Henry Perenara |

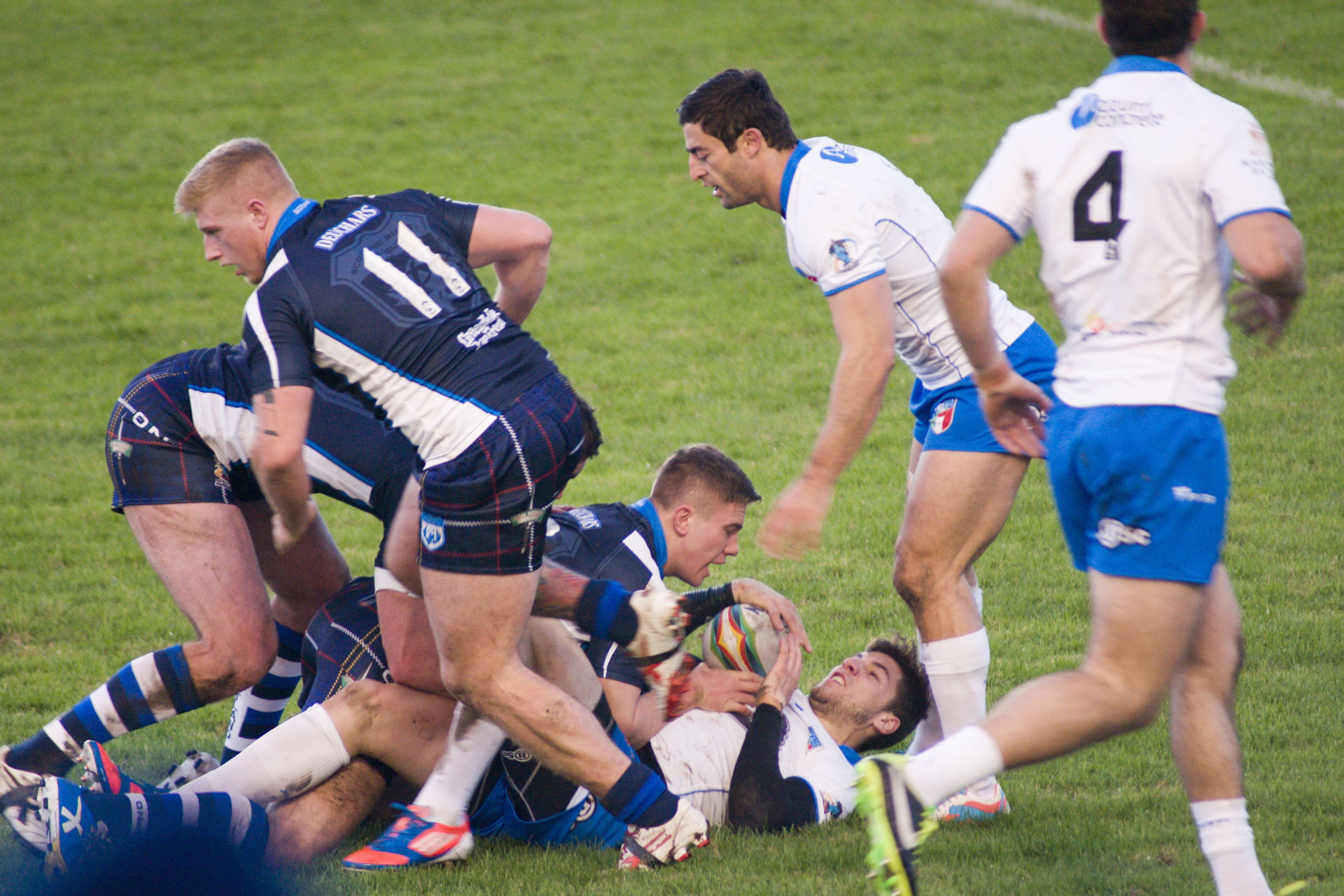
Mecz Szkocja – Włochy w Workington

| 11 listopada 201320:00 CET (UTC+1) | Escaré 4 (P) Bosc 2 (G) | 6:22(6:6) | Milford 10 (P 3G) Godinet 4 (P) Moors 4 (P) Vidot 4 (P) | Stade Gilbert Brutus, Perpignan Widzów: 11 576 Sędzia: Henry Perenara |

### Grupa C
| Zespół  | Pkt | M | W | R | P | Pkt+ | Pkt- | +/- |
| ------- | --- | - | - | - | - | ---- | ---- | --- |
| Szkocja | 5   | 3 | 2 | 1 | 0 | 78   | 62   | +16 |
| Tonga   | 4   | 3 | 2 | 0 | 1 | 62   | 42   | +20 |
| Włochy  | 3   | 3 | 1 | 1 | 1 | 62   | 62   | 0   |

| 29 października 201320:00 GMT (UTC±0) | Tonga                                                                   | 24:26(4:20) | Szkocja                                                 | Derwent Park, Workington Widzów: 7630 Sędzia: Shayne Hayne |

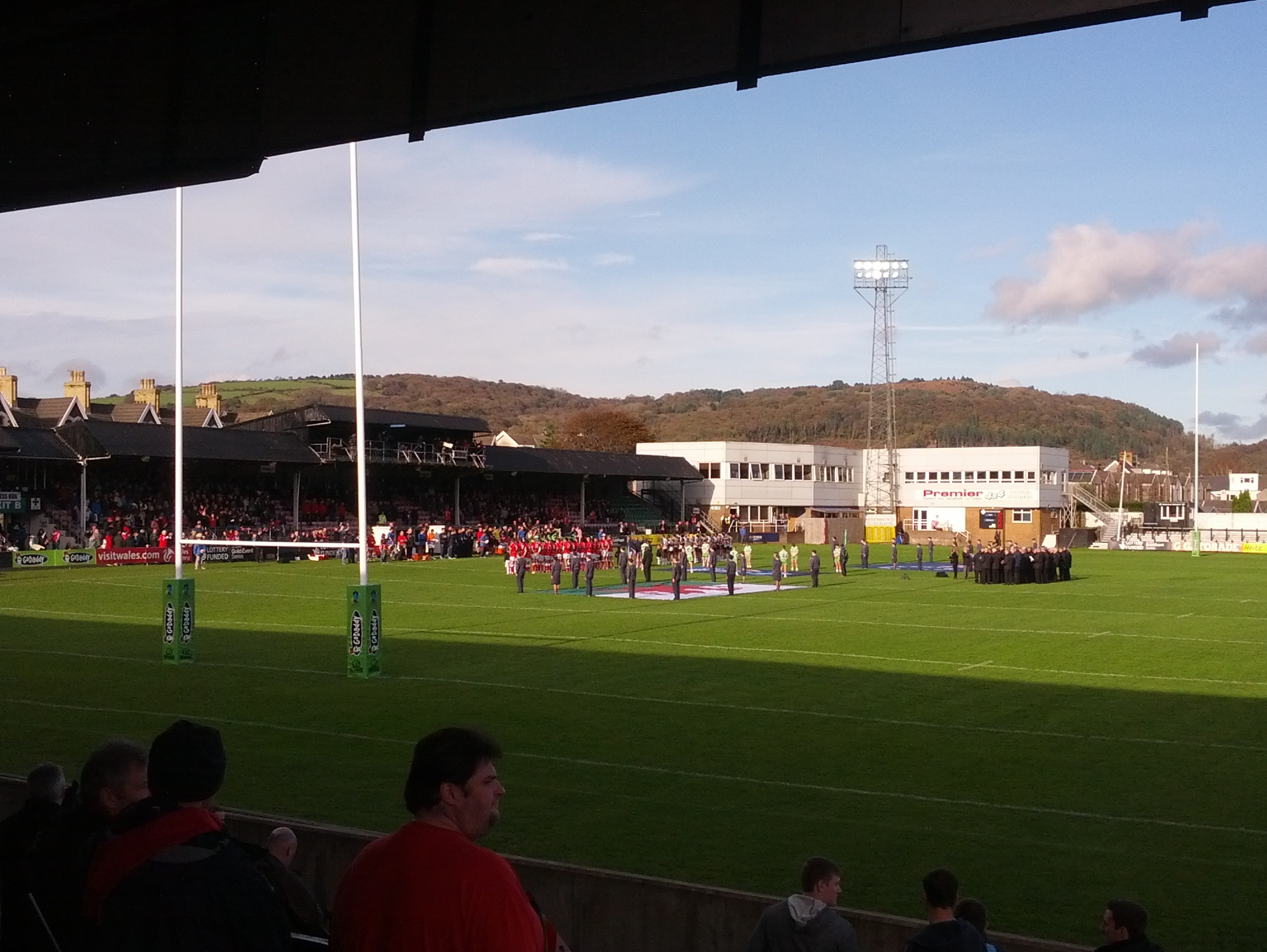
Mecz Walia – Wyspy Cooka w Neath

| 29 października 201320:00 GMT (UTC±0) | S. Manu 8 (2P) Fisiʻiahi 4 (P) Langi 4 (2G) W. Manu 4 (P) Seluini 4 (P) | 24:26(4:20) | Brough 10 (5G) Russell 8 (2P) Carter 4 (P) Fisher 4 (P) | Derwent Park, Workington Widzów: 7630 Sędzia: Shayne Hayne |

| 3 listopada 201316:00 GMT (UTC±0) | Szkocja                                                                | 30:30(14:12) | Włochy                                                                            | Derwent Park, Workington Widzów: 7280 Sędzia: Henry Perenara |
| 3 listopada 201316:00 GMT (UTC±0) | Brough 10 (5G) Hellewell 8 (2P) Addy 4 (P) Linnett 4 (P) Russell 4 (P) | 30:30(14:12) | Mantellato 10 (5G) Nasso 8 (2P) Centrone 4 (P) Ciraldo 4 (P) A. Minichiello 4 (P) | Derwent Park, Workington Widzów: 7280 Sędzia: Henry Perenara |

| 10 listopada 201316:00 GMT (UTC±0) | Tonga                                                | 16:0(2:0) | Włochy | Shay Stadium, Halifax Widzów: 10 266 Sędzia: Ben Thaler |
| 10 listopada 201316:00 GMT (UTC±0) | Foster 4 (P) Langi 4 (2G) W. Manu 4 (P) Terepo 4 (P) | 16:0(2:0) |        | Shay Stadium, Halifax Widzów: 10 266 Sędzia: Ben Thaler |

### Grupa D
| Zespół            | Pkt | M | W | R | P | Pkt+ | Pkt- | +/- |
| ----------------- | --- | - | - | - | - | ---- | ---- | --- |
| Stany Zjednoczone | 4   | 3 | 2 | 0 | 1 | 64   | 58   | +6  |
| Wyspy Cooka       | 2   | 3 | 1 | 0 | 2 | 64   | 78   | −14 |
| Walia             | 0   | 3 | 0 | 0 | 3 | 56   | 84   | −28 |

| 30 października 201320:00 GMT (UTC±0) | Stany Zjednoczone                                                                            | 32:20(10:10) | Wyspy Cooka                                                           | Memorial Stadium, Bristol Widzów: 7247 Sędzia: Ben Thaler |
| 30 października 201320:00 GMT (UTC±0) | Jo. Paulo 12 (P 4G) Faraimo 4 (P) Offerdahl 4 (P) Petersen 4 (P) Priestley 4 (P) Samoa 4 (P) | 32:20(10:10) | Low 4 (P) L. Lulia 4 (P) Peyroux 4 (P) Rapana 4 (2G) Takairangi 4 (P) | Memorial Stadium, Bristol Widzów: 7247 Sędzia: Ben Thaler |

| 3 listopada 201314:00 GMT (UTC±0) | Walia                                  | 16:24(4:8) | Stany Zjednoczone                                           | The Racecourse Ground, Wrexham Widzów: 8019 Sędzia: Ben Cummins |
| 3 listopada 201314:00 GMT (UTC±0) | Roets 8 (2P) Walker 4 (P) White 4 (2G) | 16:24(4:8) | Newton 8 (2P) Jo. Paulo 8 (P 2G) Petersen 4 (P) Samoa 4 (P) | The Racecourse Ground, Wrexham Widzów: 8019 Sędzia: Ben Cummins |

| 10 listopada 201314:00 GMT (UTC±0) | Walia                                                           | 24:28(4:16) | Wyspy Cooka                                                                     | The Gnoll, Neath Widzów: 3270 Sędzia: Richard Silverwood |
| 10 listopada 201314:00 GMT (UTC±0) | Roets 8 (2P) White 6 (P G) Massam 4 (P) Lloyd 4 (P) Jones 2 (G) | 24:28(4:16) | Taripo 8 (4G) Fepuleai 4 (P) Ford 4 (P) John 4 (P) K. Lulia 4 (P) Peyroux 4 (P) | The Gnoll, Neath Widzów: 3270 Sędzia: Richard Silverwood |

### Mecze międzygrupowe
| 26 października 201316:30 BST (UTC+1) | Walia                                              | 16:32(12:14) | Włochy                                                                               | Millennium Stadium, Cardiff Widzów: 45 052 Sędzia: Ashley Klein |
| 26 października 201316:30 BST (UTC+1) | B. Evans 4 (P) Kear 4 (P) Lloyd 4 (P) White 4 (2G) | 16:32(12:14) | Mantellato 12 (P 4G) Guerra 8 (2P) Centrone 4 (P) M. Minichiello 4 (P) Tedesco 4 (P) | Millennium Stadium, Cardiff Widzów: 45 052 Sędzia: Ashley Klein |

| 5 listopada 201320:00 GMT (UTC±0) | Tonga                                                                   | 22:16(18:10) | Wyspy Cooka       | Leigh Sports Village, Leigh Widzów: 10 544 Sędzia: Ashley Klein |
| 5 listopada 201320:00 GMT (UTC±0) | Langi 6 (3G) Fisiʻiahi 4 (P) Hurrell 4 (P) Taufua 4 (P) Taumalolo 4 (P) | 22:16(18:10) | Taripo 16 (3P 2G) | Leigh Sports Village, Leigh Widzów: 10 544 Sędzia: Ashley Klein |

| 7 listopada 201320:00 GMT (UTC±0) | Szkocja                                                                 | 22:8(0:8) | Stany Zjednoczone       | Salford City Stadium, Salford Widzów: 6041 Sędzia: Thierry Alibert |
| 7 listopada 201320:00 GMT (UTC±0) | Brough 6 (3G) Douglas 4 (P) Hurst 4 (P) B. Phillips 4 (P) Russell 4 (P) | 22:8(0:8) | Freed 4 (P) Welch 4 (P) | Salford City Stadium, Salford Widzów: 6041 Sędzia: Thierry Alibert |

## Faza pucharowa

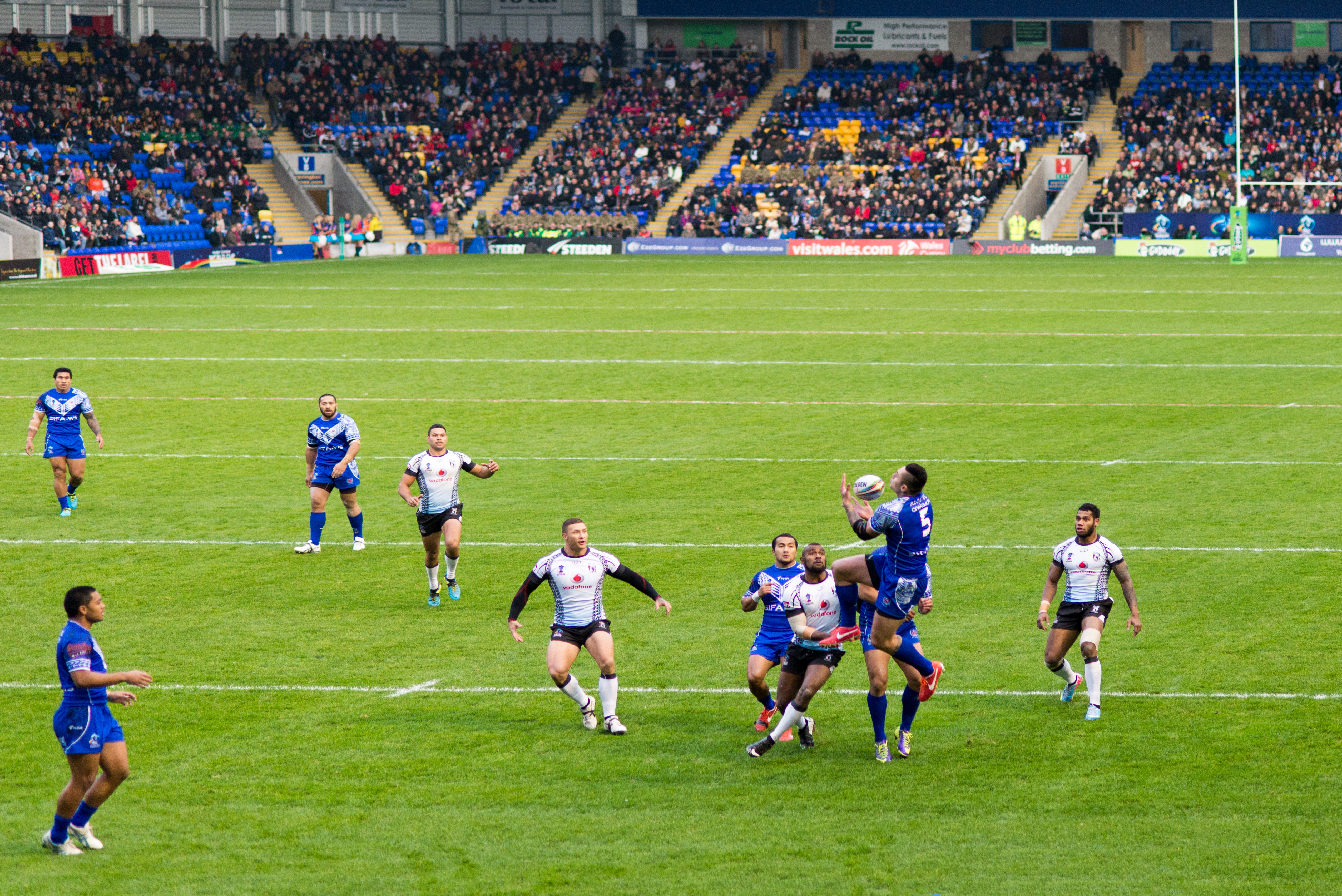
Mecz Samoa – Fidżi w Warrington

|  |                                                    |                   |                                |                                |    |               |                                         |          |  |  |       |       |       |
|  | Ćwierćfinał                                        | Ćwierćfinał       | Ćwierćfinał                    |                                |    | Półfinał      | Półfinał                                | Półfinał |  |  | Finał | Finał | Finał |
|  | Ćwierćfinał                                        | Ćwierćfinał       | Ćwierćfinał                    |                                |    | Półfinał      | Półfinał                                | Półfinał |  |  | Finał | Finał | Finał |
|  | 15 listopada – Headingley Carnegie Stadium, Leeds  |                   |                                |                                |    |               |                                         |          |  |  |       |       |       |
|  |                                                    |                   |                                |                                |    |               |                                         |          |  |  |       |       |       |
|  | Nowa Zelandia                                      | Nowa Zelandia     | 40                             |                                |    |               |                                         |          |  |  |       |       |       |
|  | Nowa Zelandia                                      | Nowa Zelandia     | 40                             | 23 listopada – Wembley, Londyn |    |               |                                         |          |  |  |       |       |       |
|  | Szkocja                                            | Szkocja           | 4                              |                                |    |               |                                         |          |  |  |       |       |       |
|  | Szkocja                                            | Szkocja           | 4                              |                                |    | Nowa Zelandia | Nowa Zelandia                           | 20       |  |  |       |       |       |
|  | 16 listopada – DW Stadium, Wigan                   |                   |                                |                                |    | Nowa Zelandia | Nowa Zelandia                           | 20       |  |  |       |       |       |
|  |                                                    |                   | Anglia                         | Anglia                         | 18 |               |                                         |          |  |  |       |       |       |
|  | Anglia                                             | Anglia            | Anglia                         | Anglia                         | 18 | 34            |                                         |          |  |  |       |       |       |
|  | Anglia                                             | Anglia            |                                |                                |    | 34            | 30 listopada – Old Trafford, Manchester |          |  |  |       |       |       |
|  | Francja                                            | Francja           | 6                              |                                |    |               |                                         |          |  |  |       |       |       |
|  | Francja                                            | Francja           | 6                              |                                |    | Nowa Zelandia | Nowa Zelandia                           | 2        |  |  |       |       |       |
|  | 16 listopada – The Racecourse Ground, Wrexham      |                   |                                |                                |    | Nowa Zelandia | Nowa Zelandia                           | 2        |  |  |       |       |       |
|  |                                                    |                   | Australia                      | Australia                      | 34 |               |                                         |          |  |  |       |       |       |
|  | Australia                                          | Australia         | Australia                      | Australia                      | 34 | 62            |                                         |          |  |  |       |       |       |
|  | Australia                                          | Australia         | 23 listopada – Wembley, Londyn |                                |    | 62            |                                         |          |  |  |       |       |       |
|  | Stany Zjednoczone                                  | Stany Zjednoczone | 0                              |                                |    |               |                                         |          |  |  |       |       |       |
|  | Stany Zjednoczone                                  | Stany Zjednoczone | 0                              |                                |    | Australia     | Australia                               | 64       |  |  |       |       |       |
|  | 17 listopada – Halliwell Jones Stadium, Warrington |                   |                                |                                |    | Australia     | Australia                               | 64       |  |  |       |       |       |
|  |                                                    |                   | Fidżi                          | Fidżi                          | 0  |               |                                         |          |  |  |       |       |       |
|  | Samoa                                              | Samoa             | Fidżi                          | Fidżi                          | 0  | 4             |                                         |          |  |  |       |       |       |
|  | Samoa                                              | Samoa             |                                |                                |    |               |                                         |          |  |  |       |       |       |
|  | Fidżi                                              | Fidżi             | 22                             |                                |    |               |                                         |          |  |  |       |       |       |
|  | Fidżi                                              | Fidżi             | 22                             |                                |    |               |                                         |          |  |  |       |       |       |

### Ćwierćfinały
| 15 listopada 201320:00 GMT (UTC±0) | Nowa Zelandia                                                                                      | 40:4(26:0) | Szkocja     | Headingley Carnegie Stadium, Leeds Widzów: 16 207 Sędzia: Ben Cummins |
| 15 listopada 201320:00 GMT (UTC±0) | Johnson 12 (P 4G) Goodwin 8 (2P) Tuivasa-Sheck 8 (2P) Bromwich 4 (P) Pritchard 4 (P) Vatuvei 4 (P) | 40:4(26:0) | Hurst 4 (P) | Headingley Carnegie Stadium, Leeds Widzów: 16 207 Sędzia: Ben Cummins |

| 16 listopada 201313:00 GMT (UTC±0) | Australia                                                                                  | 62:0(38:0) | Stany Zjednoczone | The Racecourse Ground, Wrexham Widzów: 5762 Sędzia: Henry Perenara |
| 16 listopada 201313:00 GMT (UTC±0) | Hayne 16 (4P)) B. Morris 16 (4P)) Thurston 18 (P 7G) Inglis 8 (2P) Cronk 4 (P) Smith 4 (P) | 62:0(38:0) |                   | The Racecourse Ground, Wrexham Widzów: 5762 Sędzia: Henry Perenara |

| 16 listopada 201320:00 GMT (UTC±0) | Anglia                                                                     | 34:6(22:6) | Francja                 | DW Stadium, Wigan Widzów: 22 276 Sędzia: Ashley Klein |
| 16 listopada 201320:00 GMT (UTC±0) | Sinfield 10 (5G) Charnley 8 (2P) Hall 8 (2P) Ferres 4 (P) O’Loughlin 4 (P) | 34:6(22:6) | Duport 4 (P) Bosc 2 (G) | DW Stadium, Wigan Widzów: 22 276 Sędzia: Ashley Klein |

| 17 listopada 201315:00 GMT (UTC±0) | Samoa                | 4:22(0:14) | Fidżi                                          | Halliwell Jones Stadium, Warrington Widzów: 12 766 Sędzia: Richard Silverwood |
| 17 listopada 201315:00 GMT (UTC±0) | A. Winterstein 4 (P) | 4:22(0:14) | W. Naiqama 14 (P 5G)) Groom 4 (P) Roqica 4 (P) | Halliwell Jones Stadium, Warrington Widzów: 12 766 Sędzia: Richard Silverwood |

### Półfinały
| 23 listopada 201313:00 GMT (UTC±0) | Nowa Zelandia                          | 20:18(8:8) | Anglia                                                          | Wembley, Londyn Widzów: 67 545 Sędzia: Ben Cummins |
| 23 listopada 201313:00 GMT (UTC±0) | Johnson 12 (P 4G) Tuivasa-Sheck 8 (2P) | 20:18(8:8) | Sinfield 6 (3G) S. Burgess 4 (P) O’Loughlin 4 (P) Watkins 4 (P) | Wembley, Londyn Widzów: 67 545 Sędzia: Ben Cummins |

| 23 listopada 201315:30 GMT (UTC±0) | Australia | 64:0(34:0) | Fidżi | Wembley, Londyn Widzów: 67 545 Sędzia: Richard Silverwood |
| 23 listopada 201315:30 GMT (UTC±0) | Thurston 24 (P 10G) Hayne 12 (3P) Boyd 8 (2P) Cronk 4 (P) Fifita 4 (P) B. Morris 4 (P) Papaliʻi 4 (P) Tamou 4 (P) | 64:0(34:0) |       | Wembley, Londyn Widzów: 67 545 Sędzia: Richard Silverwood |

### Finał
| 30 listopada 201314:30 GMT (UTC±0) | Nowa Zelandia | 2:34(2:16) | Australia                                                   | Old Trafford, Manchester Widzów: 74 468 Sędzia: Richard Silverwood |
| 30 listopada 201314:30 GMT (UTC±0) | Johnson 2 (G) | 2:34(2:16) | Thurston 14 (7G) B. Morris 8 (2P) Slater 8 (2P) Cronk 4 (P) | Old Trafford, Manchester Widzów: 74 468 Sędzia: Richard Silverwood |

## Statystyki

### Najwięcej przyłożeń
9 przyłożeń
- Jarryd Hayne
- Brett Morris

8 przyłożeń
- Ryan Hall
- Roger Tuivasa-Sheck

5 przyłożeń
- Antonio Winterstein
- Cooper Cronk

4 przyłożenia
- Darius Boyd
- Billy Slater
- Bryson Goodwin
- Shaun Johnson
- Manu Vatuvei
- Matty Russell
- Christiaan Roets

3 przyłożenia
- Brett Ferres
- Josh Charnley
- Andrew Fifita
- Akuila Uate
- Frank-Paul Nuʻuausala
- Sonny Bill Williams
- Chris Taripo

2 przyłożenia
- Tom Briscoe
- Sam Burgesss
- Sean O’Loughlin
- Kallum Watkins
- Greg Bird
- Daly Cherry-Evans
- Greg Inglis
- Josh Papaliʻi
- Johnathan Thurston
- Simon Mannering
- Dean Whare
- Pita Godinet
- Suaia Matagi
- Ben Roberts
- Clint Newton
- Joseph Paulo
- Matt Petersen
- Tui Samoa
- Ben Hellewell
- Alex Hurst
- Glen Fisiʻiahi
- Sika Manu
- Willie Manu
- Rhodri Lloyd
- Chris Centrone
- Aidan Guerra
- Raymond Nasso
- Dominique Peyroux

1 przyłożenie
- George Burgess
- Rob Burrow
- Rangi Chase
- Leroy Cudjoe
- Ben Westwood
- Michael Jennings
- Josh Morris
- Luke Lewis
- Cameron Smith
- James Tamou
- Peni Botiki
- Aaron Groom
- Kevin Naiqama
- Wes Naiqama
- Semi Radradra
- Junior Roqica
- Korbin Sims
- Tariq Sims
- Thomas Bosc
- Vincent Duport
- Morgan Escaré
- Damien Blanch
- James Hasson
- Tyrone McCarthy
- Jesse Bromwich
- Greg Eastwood
- Josh Hoffman
- Krisnan Inu
- Issac Luke
- Frank Pritchard
- Elijah Taylor
- Josiah Abavu
- Dion Aiye
- Wellington Albert
- Nene McDonald
- Jessie Joe Nandye
- Joseph Leilua
- Peneni Manumalealiʻi
- Anthony Milford
- Junior Moors
- Sauaso Sue
- Daniel Vidot
- Bureta Faraimo
- Christian Freed
- Mark Offerdahl
- Craig Priestley
- Taylor Welch
- Danny Addy
- Brett Carter
- Luke Douglas
- Ben Fisher
- Kane Linnett
- Brett Phillips
- Daniel Foster
- Konrad Hurrell
- Nafe Seluini
- Jorge Taufua
- Jason Taumalolo
- Peni Terepo
- Ben Evans
- Elliot Kear
- Rhodri Lloyd
- Rob Massam
- Anthony Walker
- Lloyd White
- Cameron Ciraldo
- Josh Mantellato
- Anthony Minichiello
- Mark Minichiello
- James Tedesco
- Daniel Fepuleai
- Jonathon Ford
- Isaac John
- Drury Low
- Keith Lulia
- Lulia Lulia
- Brad Takairangi